# Liste der Einträge im National Register of Historic Places im Seminole County (Oklahoma)
Diese Liste der Einträge im National Register of Historic Places im Seminole County (Oklahoma) enthält alle im Seminole County, Oklahoma in das National Register of Historic Places eingetragenen Gebäude, Bauwerke, Objekte, Stätten oder historischen Distrikte.
Diese Liste entspricht dem Bearbeitungsstand des National Park Service/National Register of Historic Places vom 18. Oktober 2024.

## Legende
| NRHP | Historic Place |

## Aktuelle Einträge
| [ 2 ] | Name                                    | Bild                                    | Eintragsdatum                  | Lage                                                           | Ort                                          | Beschreibung |
| ----- | --------------------------------------- | --------------------------------------- | ------------------------------ | -------------------------------------------------------------- | -------------------------------------------- | ------------ |
| 1     | Alice Brown House                       |                                         | 31. März 1982 ID-Nr. 82003701  | Chestnut Street 34° 56′ 46″ N, 96° 31′ 43″ W                   | Sasakwa                                      |              |
| 2     | Jackson Brown House                     | Jackson Brown House                     | 27. Juni 1980 ID-Nr. 80003299  | 1200 S. Muskogee Place 35° 8′ 52,8″ N, 96° 29′ 25,4″ W         | Wewoka                                       |              |
| 3     | Silas L. Brown House                    |                                         | 5. Aug. 1985 ID-Nr. 85001697   | 107 S. Seminole 35° 9′ 29″ N, 96° 29′ 12″ W                    | Wewoka                                       |              |
| 4     | W.E. Grisso Mansion                     | W.E. Grisso Mansion                     | 27. Jan. 1975 ID-Nr. 75001573  | 612 Oklahoma State Highway 9E 35° 14′ 49,6″ N, 96° 39′ 52,2″ W | Seminole                                     |              |
| 5     | Home Stake Oil and Gas Company Building | Home Stake Oil and Gas Company Building | 14. Mai 1986 ID-Nr. 86001094   | 315 E. Broadway 35° 13′ 27,5″ N, 96° 40′ 4,1″ W                | Seminole                                     |              |
| 6     | Hotel Aldridge                          | Hotel Aldridge                          | 14. Mai 1986 ID-Nr. 86001083   | 3rd Street und Wewoka Avenue 35° 9′ 24,5″ N, 96° 29′ 28,7″ W   | Wewoka                                       |              |
| 7     | J. Coody Johnson Building               | J. Coody Johnson Building               | 5. Aug. 1985 ID-Nr. 85001744   | 124 N. Wewoka Street 35° 9′ 34,6″ N, 96° 29′ 28,3″ W           | Wewoka                                       |              |
| 8     | Konawa Armory                           | Konawa Armory                           | 20. Mai 1994 ID-Nr. 94000483   | 625 N. State Street 34° 57′ 50,8″ N, 96° 45′ 4,7″ W            | Konawa                                       |              |
| 9     | Mekasukey Academy                       |                                         | 28. März 1974 ID-Nr. 74001668  | südwestlich von Seminole 35° 11′ 25″ N, 96° 43′ 18″ W          | Seminole                                     |              |
| 10    | Rosenwald Hall                          | weitere Bilder                          | 28. Sep. 1984 ID-Nr. 84003427  | College Street 35° 10′ 27,1″ N, 96° 35′ 55,7″ W                | Lima                                         |              |
| 11    | Roulston-Rogers Site                    |                                         | 27. Nov. 1978 ID-Nr. 78002262  | Adresse nicht veröffentlicht                                   | Sasakwa                                      |              |
| 12    | Seminole County Courthouse              | Seminole County Courthouse              | 24. Aug. 1984 ID-Nr. 84003429  | 120 S. Wewoka Avenue 35° 9′ 29″ N, 96° 29′ 27″ W               | Wewoka                                       |              |
| 13    | Seminole High School                    | Seminole High School                    | 31. März 2022 ID-Nr. 100007546 | 501 North Timmons Street 35° 13′ 39,4″ N, 96° 40′ 38,3″ W      | Seminole                                     |              |
| 14    | Seminole Municipal Building             | Seminole Municipal Building             | 8. Sep. 2015 ID-Nr. 15000580   | 401 N. Main Street 35° 13′ 36,5″ N, 96° 40′ 7,3″ W             | Seminole                                     |              |
| 15    | Seminole Whipping Tree                  | Seminole Whipping Tree                  | 22. Mai 1981 ID-Nr. 81000468   | 120 S. Wewoka Avenue 35° 9′ 29,2″ N, 96° 29′ 28,3″ W           | Wewoka                                       |              |
| 16    | Sinclair Loading Rack                   | weitere Bilder                          | 5. Aug. 1985 ID-Nr. 85001698   | U.S. Route 270 35° 12′ 57,2″ N, 96° 38′ 20″ W                  | Seminole                                     |              |
| 17    | Strother Memorial Chapel                | Strother Memorial Chapel                | 2. Sep. 2003 ID-Nr. 03000880   | 1201 Van Drive 35° 14′ 2,4″ N, 96° 41′ 7,8″ W                  | Seminole, innerhalb des Maple Grove Cemetery |              |
| 18    | Wewoka Switch and Side Tracks           | Wewoka Switch and Side Tracks           | 26. Sep. 1985 ID-Nr. 85002475  | Oklahoma State Highway 56 35° 9′ 39,2″ N, 96° 29′ 27,9″ W      | Wewoka                                       |              |